# 瑪麗亞姆·薩曼尼
瑪麗亞姆·薩曼尼（波斯語：‎，1542年10月1日—1623年5月19日）是印度莫卧儿帝国第三任皇帝阿克巴的皇后。瑪麗亞姆·薩曼尼（意譯：Mary of the Age）是她的眾多頭銜之一，她的名字為希爾·古瓦里（Heer Kunwari或Hira Kunwari）或哈卡·白（Harka Bai）。她是阿克巴信奉印度教的皇后中地位最高的，亦是第四任皇帝贾汉吉尔的母親。
在莫卧儿帝国統治時期，瑪麗亞姆被尊稱為「印度斯坦的皇太后」（Queen Mother of Hindustan）。她是印度琥珀（Amer,現為齋浦爾）的拉傑普特族公主，自幼信奉印度教。作為一名印度教徒，她和信奉伊斯蘭教的阿克巴的婚姻導致阿克巴在宗教及社會上統治方針及政策的改變。很多人認為瑪麗亞姆使阿克巴皇帝及莫卧儿帝国在處理宗教問題上及對待非伊斯蘭教徙變得更有包容性。

## 頭銜
- 瑪麗亞姆·薩曼尼（Mariam-uz-Zamani）
- 純潔的皇后（Mallika-e-Muezzama）
- 印度斯坦皇后（Mallika-e-Hind）
- Wali Nimat夫人（Gift of God）

## 影視、文學作品
- 2008年的印度寶萊塢電影《帝國玫瑰》（Jodhaa Akbar）中由艾西瓦娅·巴克罕扮演
- 瑪麗亞姆·薩曼尼是作家薩爾曼·魯西迪的小說《The Enchantress of Florence》中一個角色